# Байхао иньчжэнь

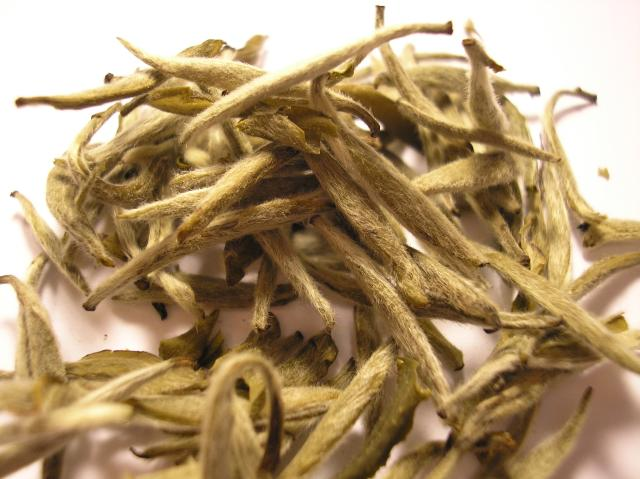
Бай Хао Инь Чжень состоит только из типсов

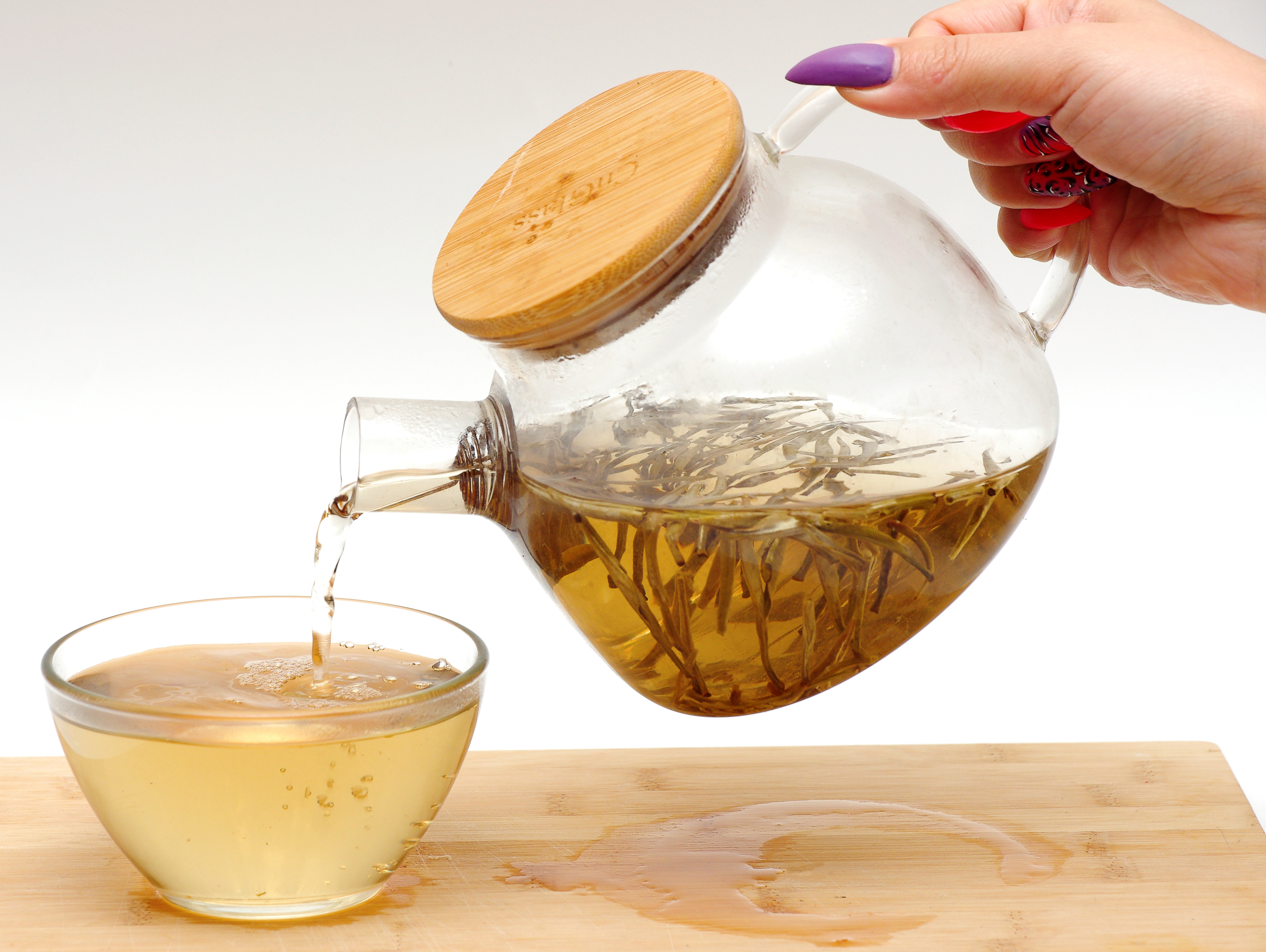
Заваренный Байхао Иньчжэнь

Байха́о Иньчжэ́нь (кит. упр. 白毫银针, пиньинь báiháo yínzhēn, буквально: «серебряные иглы с белым ворсом») — чай, произведенный в китайской провинции Фуцзянь. По степени окисления относится к белым чаям, среди которых является самым дорогим, элитным сортом и наиболее ценным, поскольку для его производства используется только лучшее сырьё — нераскрытые листовые почки чайного куста (типсы). Настоящие серебряные иглы изготавливаются из сорта Да Бай (кит.: Большой Белый) семейства чайных кустов. Байхао Иньчжэнь входит в число Знаменитых чаёв Китая.

## История

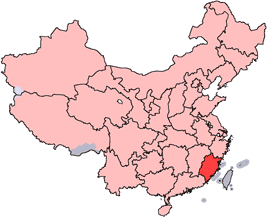
Провинция Фуцзянь

Первое упоминание о Байхао Иньчжэнь найдено в трактате «Да Гуань Ча Лунь» времён императора Хуэй-цзуна (правил в 1100—1126 гг.), но коммерческое производство и распространение за пределами Китая этот чай получил лишь с момента широкого развития торговли с Европой в 1796 году. Белый чай считался национальным достоянием Китая и поставлялся только к императорскому двору. До 1796 года китайскими властями было наложено эмбарго на вывоз чая, нарушение которого каралось смертной казнью. Те же контрабандисты, которым под угрозой смерти удавалось тайно вывезти этот чай в Европу, получали за него колоссальные деньги.

## Производство

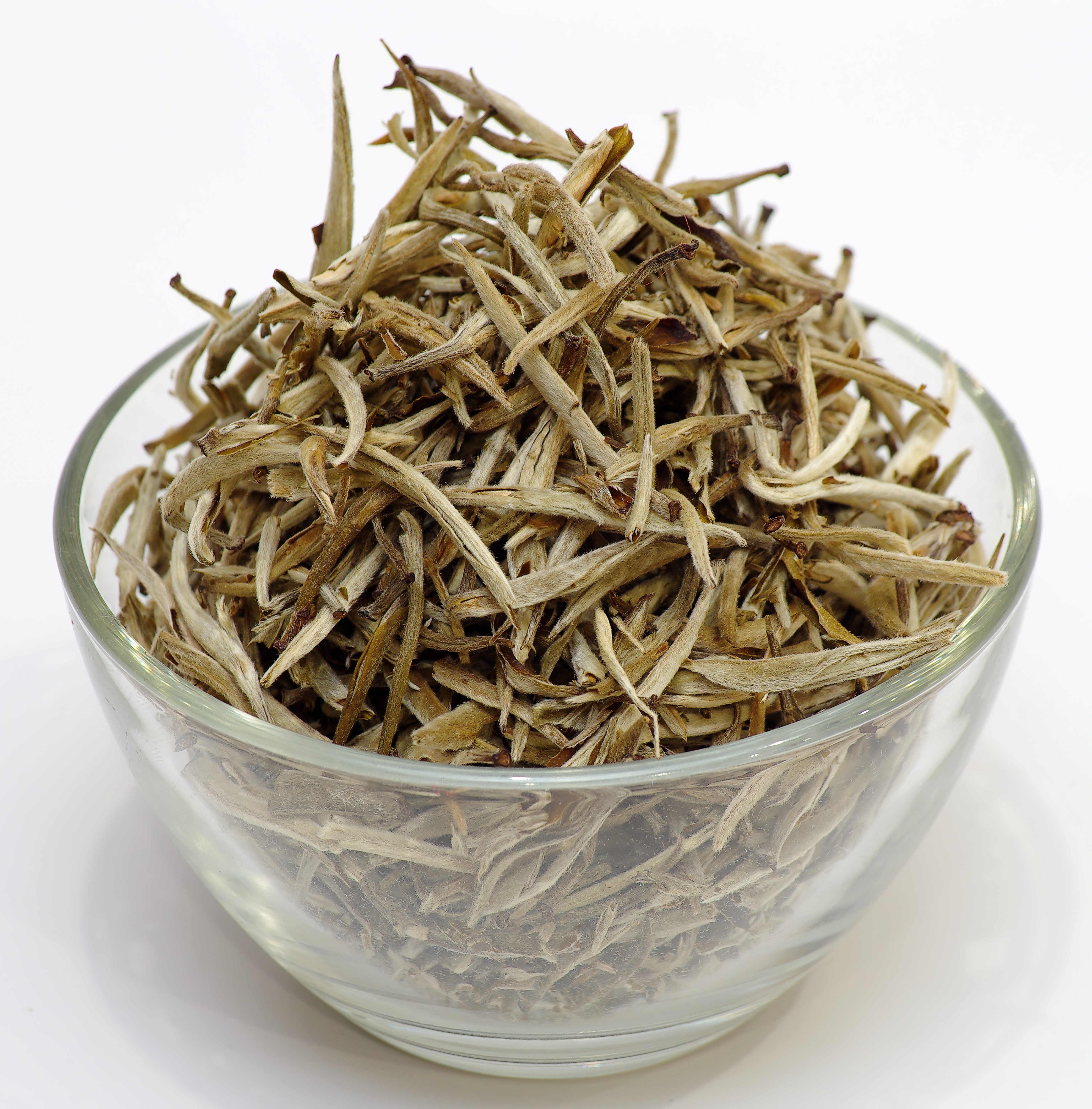
Байхао Иньчжэнь

Право называться серебряными иглами имеет только белый чай. Лучшее сырьё получают из первых флешей, которые обычно появляются в период вегетации весной с конца марта по начало апреля. Это связано с тем, что чай очень требователен к погодным условиям. В отличие от сбора сырья для зелёного чая, идеальное время и погода для сбора сырья для белого — это солнечное утро, когда солнце находится достаточно высоко, чтобы высохли любые остатки влаги на листовых почках (типсах). Собранный материал не проходит высокотемпературную обработку, что помогает сохранить все витамины и полезные вещества.
Главными производителями этого чая являются две области в провинции Фуцзянь: уезд Чжэнхэ городского округа Наньпин, и городской уезд Фудин городского округа Ниндэ (хотя в соседних районах он также производится). Двумя главными культурными сортами растения, используемыми этими областями, являются фудинский Да Бай и чжэнхэский Да Бай. Эти различия важны, чтобы отличить два главных вида серебряных игл: вид Чжэнхэ и вид Фудин. Первый является обычно намного более тёмным, со значительно большим временем окисления, которое приводит к чайной заварке с более широким тельцем типсов, чем второй вид, который обусловлен более коротким временем окисления.

## Применение

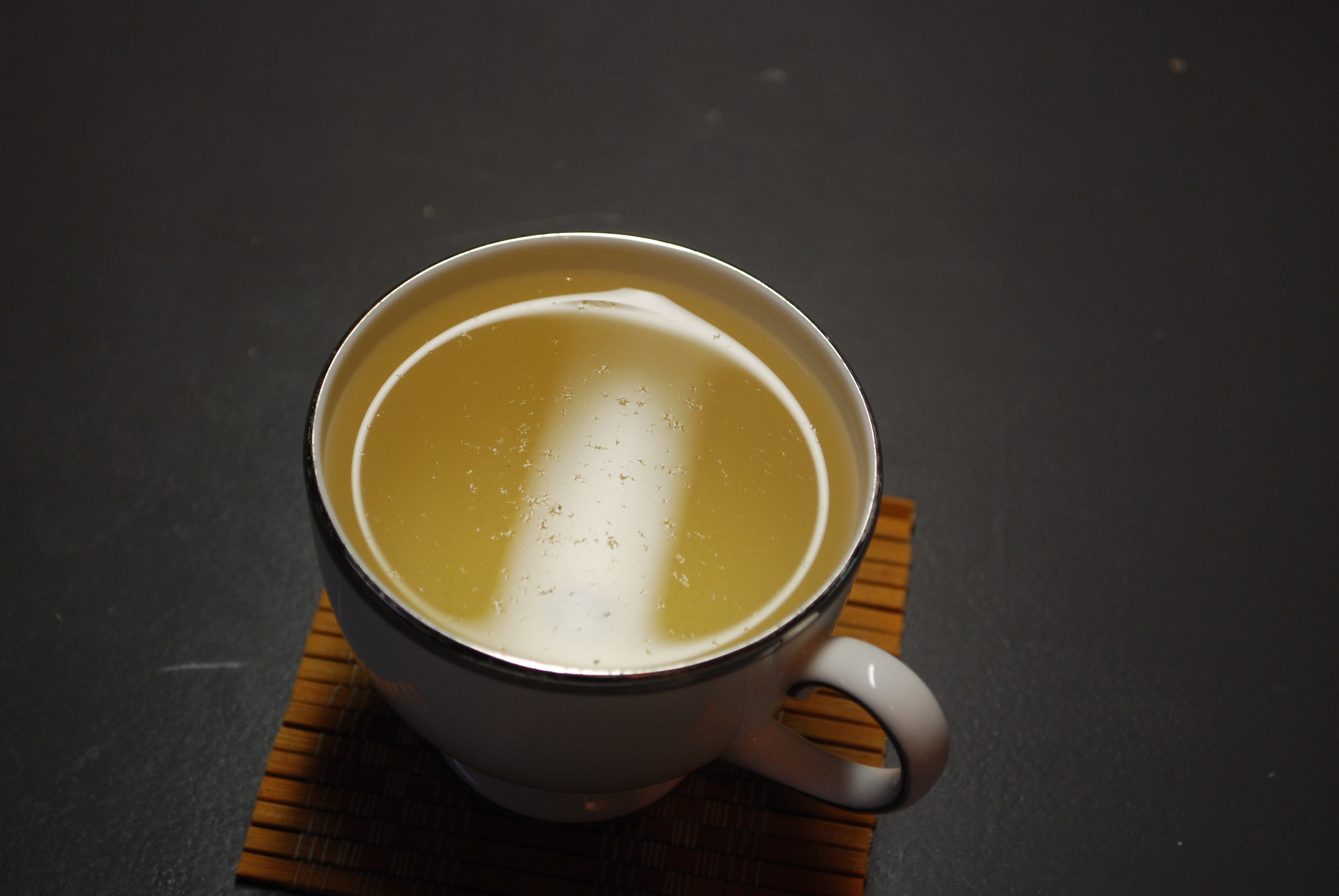
При заваривании чая можно наблюдать ворсинки на поверхности воды

Байхао Иньчжэнь употребляют без молока, сахара и сахарозаменителей. Для приготовления напитка используют мягкую воду, поскольку жёсткая вода сдерживает экстрагирование, а также портит вкус и аромат чая. При нагревании необходимо следить, чтобы вода не перекипела, поскольку отсутствие кислорода не даст раскрыться аромату. Заваривают серебряные иглы вскипячённой водой, остывшей до температуры в 65 — 75°С (за каждое последующее заваривание температуру традиционно увеличивают на 5 градусов), так как более горячая вода или кипяток просто «убьёт» аромат слабоферментированного чая. Поскольку для белого чая используется вода с меньшей температурой, чем для чёрного, то экстракция веществ в настой проходит медленнее, а значит и заваривать такой чай можно несколько раз за короткое время. Заваривание может продолжаться дольше, чем для других белых чаёв: до 5 минут на одну заварку, а объем завариваемого чая может быть больше, кратковременное заваривание в 1-2 минуты позволяет заваривать чай до четырёх раз, получая новый вкус и аромат. Настой Байхао Иньчжэня — прозрачный, отливающий бледно-жёлтым, его аромат — сладкий, цветочный
Экстракты белого чая применяются в парфюмерии и в производстве средств по уходу за лицом и телом. Витамины и аминокислоты белого чая замедляют процесс старения клеток.